# Mikroregion Santo Antônio de Pádua

Mikroregion Santo Antônio de Pádua

Mikroregion Santo Antônio de Pádua – mikroregion w brazylijskim stanie Rio de Janeiro należący do mezoregionu Noroeste Fluminense. Ma powierzchnię 2.251,0 km²

## Gminy
- Aperibé
- Cambuci
- Itaocara
- Miracema
- Santo Antônio de Pádua
- São José de Ubá